# Starostwo
Starostwo (deutsch: Starostei) war seit dem Mittelalter eine Stufe der territorialen Gliederung des polnischen Staates. 
An der Spitze des Starostwo stand bis 1795 der Starost, direkt vom König ernannt. 
Seit 1918 wird in Polen damit die Verwaltung eines Powiat, der einem Kreis entspricht, bezeichnet. Dabei bezieht sich starostwo sowohl auf das Amt als auch das Gebäude, den Sitz des Starosten. 